# Kirchrode
Kirchrode è una frazione (Stadtteil) della città di Hannover, nel land della Bassa Sassonia, in Germania.

## Storia
Già comune autonomo nel circondario di Hannover, fu soppresso e incorporato a Hannover il 1º ottobre 1907.
Forma, insieme con Bemerode e Wülferode, il quartiere (Stadtbezirke) di Kirchrode-Bemerode-Wülferode.